# Hosshō-ji
Il tempio Hosho-ji (法勝寺?) era un tempio buddista situato a est del fiume Kamo nel distretto di Shirakawa, nella periferia orientale della capitale Heian-kyō (ora Kyoto), dal periodo Heian al periodo Muromachi. Fu costruito dall'imperatore Shirakawa nel 1076 (Jouho 3), in adempimento di un sacro voto. Era uno dei sei templi Rokushō-ji (六勝寺?, Sei templi vittoriosi) costruiti durante il periodo Insei e il primo e più grande dei sei. Era fortemente protetta dalla famiglia imperiale, ma andò in declino e scomparve dopo la Guerra Ōnin.

## Storia

### Fondazione
Il sito del tempio si trovava nell'area di una villa del clan Fujiwara donata all'imperatore Shirakawa da Fujiwara Shizane. L'imperatore decise di costruire un tempio sul sito e nel 1075 iniziarono i lavori di costruzione, che portarono alla costruzione a lungo termine di numerosi edifici. Nel 1077 (Joho 2) si tenne una cerimonia per celebrare il completamento della sala d'oro dedicata a Bairoshana-butsu, mentre nel 1083 furono completate la pagoda ottagonale a nove piani, che si dice fosse alta 80 metri, e la sala Aizen-do. La grande pagoda di nove piani fu costruita a Kyoto e si dice che fosse ben visibile alle persone che entravano e uscivano dalla capitale da est.
Il tempio di Hosshō-ji fu in seguito definito da Jien Uji-dera, (国王の氏寺?, Kokuō no uji tera, Il Tempio dei Re), e fu venerato dalle successive generazioni di membri della Casa Imperiale. Altri templi furono successivamente costruiti nell'area di Shirakawa, e questi divennero noti collettivamente come i Sei Templi Vittoriosi (六勝寺?, Rokushō-ji). Hosshō-ji è stato il primo e il più grande di questi sei templi vittoriosi.

### Periodo Heian
Danneggiato dal terremoto di Bunji nel 1185 (Bunji 1). Lo Hyakurenshō riporta che "la Sala Amida è crollata, la pagoda a nove piani (vedi sotto) è stata danneggiata e le tre pareti laterali sono crollate interamente".

### Kamakura - Periodo Nanbokucho
Il 15 maggio 1208 (Jōgen 2), la pagoda fu distrutta da un fulmine, ma Eisai fu nominato sacerdote capo, organizzò diverse raccolte fondi e la ricostruì.
Nel 1326 (Kareki 1), Enkan, per ordine dell'imperatore Go-Daigo, fu incaricato come sacerdote di ricostruire il tempio e per i risultati ottenuti ne divenne abate. Tuttavia, la metà meridionale del tempio andò perduta in un incendio il 25 aprile 1342 (20 marzo del 5º anno di Rekio/Kokoku 3) durante le Dinastie del Nord e del Sud. La Corte del Nord nominò nuovamente Enkan come capo sacerdote, ma sette anni dopo, il 25 novembre 1349 (15 ottobre Jowa 5), anche la restante metà settentrionale del tempio andò perduta in un altro incendio. Tuttavia, il tempio non perse nulla del suo precedente status di "tempio del clan del re" e si trasformò in un piccolo tempio che era la base di un ramo della setta Tendai noto come scuola Echinmon o scuola Kurotani. Tuttavia, sotto la guida di Enkan e del suo allievo Tadakage, che gli succedette a Hosshō-ji, si distinse da Enryaku-ji emanando i propri precetti.

### Periodo Muromachi - Periodo degli Stati Combattenti
Dopo la morte di Enkan e Tadakage, iniziò un nuovo declino e nel diario Yasutomi Ki di Nakahara Yasutomi (18 agosto Oei 25, 18 settembre 1418), ne descrive la devastazione. A ciò seguì una successione di guerre. Il 21 agosto 1468 (4 agosto 2), durante la Guerra Ōnin, l'esercito occidentale attaccò Okazaki e bruciò il tempio Shōren-in e altri edifici. La sua ricostruzione non era ancora stata completata quando il tempio fu nuovamente distrutto da un incendio il 24 gennaio 1531 dopo essere stato coinvolto nel conflitto tra Takakuni Hosokawa e Harumoto Hosokawa per la posizione di kanrei (rappresentante dello shōgun).

### Scomparsa
Secondo il diario di Yamashina Kototsugu, intitolato Tokitsugu Kyōki, nel 1535 (Tenmon 4) si tenne un servizio commemorativo in memoria della morte di Burakumonin, ma poco si sa delle sue attività successive. Nel 1571 (Genki 2) fu emesso un decreto che vietava il sequestro del territorio di e infine scomparve dai registri. Nel 1590 (Tensho 18), il tempio fu annesso per ordine imperiale al tempio Saikyo-ji di Sakamoto nella provincia di Omi (l'odierna città di Ōtsu), che apparteneva alla stessa scuola Enkanmon. Si ritiene quindi che il tempio sia stato praticamente abbandonato nei 19 anni successivi.
Attualmente il sito è occupato dallo Zoo municipale di Kyoto e dallo Shirakawain ryokan

## Tempio
Dopo aver attraversato il fiume Kamo alla fine della strada Nijōōji e dirigendosi verso est, c'era la Porta Ovest, la porta d'ingresso ufficiale per l'imperatore. L'area del tempio si estendeva per due paesi a est e a ovest e per tre paesi a nord e a sud. Nel 1077 furono costruite le sale kondō, kōdō, Amida-dō e hokke-dō. La sala principale (Kondō) era di dimensioni paragonabili all'attuale Sala del Grande Buddha del Tempio Tōdai-ji e aveva un vasto stagno e un'isola centrale a sud. Nel Kondō erano disposti i Cinque Buddha del Regno del Grembo, con al centro il Buddha Vairocana, che era alto tre lunghezze e due shaku (circa 10 metri). Successivamente, una pagoda ottagonale a nove piani fu costruita sull'isola di Nakashima nello stagno a sud della sala principale, il modo in cui la sala principale, la pagoda e il Nandaimon sono allineati in linea retta può essere descritto come un'antica configurazione simile a quella del tempio Shitennō-ji. La pagoda ottagonale a nove piani racchiudeva il Dainichi Nyorai e i Cinque Buddha del mondo Vajrayana e, insieme alla sala Kondō, rappresentava il mondo del Mandala dei Due Regni. La pagoda era unica anche perché si trovava su un'isola in mezzo ad uno stagno.

## Pagoda ottagonale a nove piani

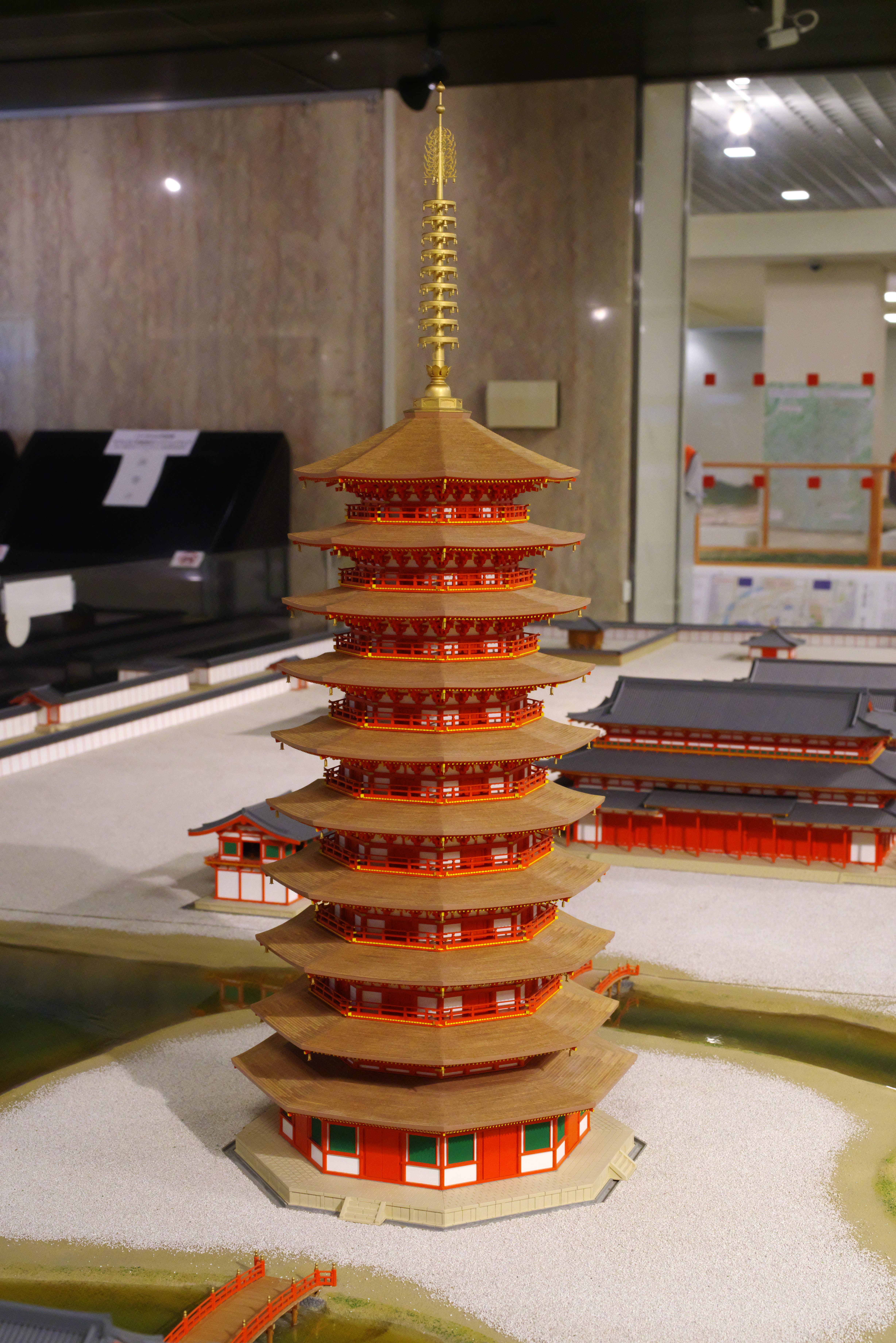
Il modello della pagoda a nove piani del tempio Hosshō-ji.

La pagoda ottagonale di nove piani nel recinto del tempio era, secondo un documento del 1340 (Rekiou 3), alta 27 jo (circa 81 m). Fu eretta dove oggi si trova la ruota panoramica dello zoo di Kyoto.
La costruzione della pagoda iniziò quattro anni dopo la fondazione del tempio e fu completata solo due anni dopo, nel 1083. L'unica altra pagoda a nove piani conosciuta era quella del tempio Kudara Dai-ji, predecessore del Daian-ji (uno dei sette grandi templi di Nara). Esistono solo altri quattro esempi di pagode ottagonali, tra cui la pagoda a tre piani del tempio Anraku-ji a Ueda. I registri suggeriscono inoltre che, a differenza della maggior parte delle pagode a più piani, la pagoda era stata costruita in modo da poter salire ai livelli superiori. Fin dalla sua costruzione, la pagoda fu ripetutamente danneggiata da fulmini e terremoti e fu bruciata da un fulmine nel 1208; fu ricostruita da Eisai cinque anni dopo, ma bruciò nuovamente nel 1342 a causa di un incendio che si propagò dalla zona vicina. La Corte del Nord progettò la ricostruzione del tempio, che però non fu mai completata.
Gli scavi effettuati nel 2010 stanno iniziando a rivelare le dimensioni e la forma dell'edificio. Il secondo incendio è stato registrato nel Taiheiki come propagatosi al tetto di corteccia di cipresso (hiwadabuki). Sebbene il modello ricostruito della Heian-kyo Soseikan di Kyoto abbia un tetto hiwadabuki, gli scavi hanno rivelato numerose tegole dalle rovine della pagoda, indicando che le tegole furono utilizzate durante la sua costruzione.